# Halomonas titanicae
Halomonas titanicae es una especie de bacteria gramnegativa que fue descubierta en los restos del Titanic en 2010. 

## Descubrimiento
Sus descubridores fueron los investigadores Henrietta Mann y Bhavleen Kaur, de la Universidad de Dalhousie (Halifax, Canadá) y Cristina Sánchez-Porro y Antonio Ventosa, de la Universidad de Sevilla (Andalucía, España).

## Accionar de la bacteria
Se sospecha que esta bacteria sea una amenaza para el casco de los barcos y para las estructuras metálicas submarinas tales como las plataformas petrolíferas. El microorganismo se adhiere fácilmente a superficies de acero, creando salientes de herrumbre. Se cree que trabaja en conjunto con otros organismos para acelerar la corrosión.